# Anotea
Anotea es un género con una sola especies (Anotea flavida) de fanerógamas perteneciente a la familia  Malvaceae. Es originario de México. 
Fue descrito por (DC.) Kunth  y publicado en Index Seminum [Berlin] 1846: 13, en el año 1846.